# Ален Паєнк
Ален Паєнк (словен. Alen Pajenk; нар. 23 квітня 1985, Марибор) — словенський волейболіст, центральний блокувальник, гравець збірної Словенії та грецького клубу «Олімпіакос» (Пірей).

## Життєпис
Народжений 23 квітня 1985 року в м. Марибор. 
Грав у клубах «Марибор» (Prevent Gradnje IGM Maribor, 2003/04 — 2006/07), ACH Volley (Любляна, 2007/08 — 2009/10), італійських «Мармі Лянца» (Верона, 2010—2011), «Кучине Лубе Банка» (Cucine Lube Banca Marche Macerata, 2011/12 — 2012/13), «Кальцедонія» (Верона, 2017—2018), польських «Ястшембському Венґелі» (Ястшембе-Здруй, 2013/14 — 2014/15) та «Чарних» (Радом, 2018/19 — 2019/20), французькому «Пуатьє» (2020—2021). Від сезону 2021—2022 є гравцем грецького «Олімпіакоса» з Пірею.

### Досягнення
Збірна
- Віцечемпіон Європи 2015, 2019, 2021 років

Клубні
- чемпіон Італії: 2012
- чемпіон Словенії: 2006, 2008, 2009, 2010
- володар Кубка виклику ЄКВ 2023
- Чемпіон Греції: 2023, 2024
- володар Кубка Греції: 2024, 2025
- Володар Суперкубка Греції: 2024
- Володар Кубка грецької ліги: 2024-25